# Глашатай Зиту
«Глашатай Зиту» (англ. The Mouthpiece of Zitu) — научно-фантастический романа Джона Ульриха Гизи, второй роман о Джейсоне Крофте. Впервые опубликован в журнале All-Story Weekly, в пяти номерах начиная с июля 1919 года. В 1965 году был выпущен отдельной книгой издательством Avalon Books.

## Синопсис
Джейсон Крофт продолжает рассказ доктору Мюррею о своих астральных приключениях в мире планеты Палос в системе Сириуса. В очередной раз отправив астральную проекцию на Палос, Крофт узнаёт, что первосвященник Зюд объявил его «глашатаем Зиту», местного божества. Это мешает помолвке Крофта с принцессой Найей из-за религиозных ограничений. К тому же сама Найя, узнаёт, что Джейсор, которого Крофт использует в качестве носителя своего сознания на чужой планете, всего лишь оболочка. Принцесса считает себя обманутой и разрывает отношения. Крофт снова использует передовые технологии Земли, чтобы усилить королевство Тамаризия и повторно покорить сердце принцессы. Роман оканчивается свадьбой на Сириусе и смертью тела Крофта на Земле.

## Описание
Второй роман из серии о приключениях Джейсона Крофта. В романе сочетается оккультизм (астральные путешествия) с приключениями на другой планете. Вымышленная планета Палос в системе Сириуса («Собачьей звезды») описан похожим на Землю, а люди планеты выглядят как земляне, но имеют синий оттенок кожи. Действия происходят в регионе, похожем на Средиземноморье, где соперничают три империи, по уровню развития соответствующие Вавилонской цивилизации в истории Земли.
Эверетт Блейлер называет сюжет продолжения приключений Джейсона Крофта плохо проработанным и лоскутным.

## История публикаций
- 1919 — США, All-Story Weekly, 5 июля—2 августа (в пяти частях)[2];
- 1942 — США, Famous Fantastic Misteries, ноябрь 1942[2];
- 1965 — США, Avalon Books, OCLC 5325297, твёрдая обложка (первая публикация отдельной книгой)[2].